# VTB United League
La VTB United League (en russe : Единая Лига ВТБ, Ligue unie VTB) est une ligue professionnelle de basket-ball fondée en 2008. L'objectif est de réunir les équipes majeures de basket-ball d'Europe de l'Est dans une seule ligue. La ligue est sponsorisée par la banque Vnechtorgbank (VTB). Lors de sa saison inaugurale en 2009-2010, elle s'est tenue avec des équipes de l'ancienne URSS : Estonie, Lettonie, Lituanie, Russie et Ukraine. Il est alors prévu d'étendre la ligue à d'autres pays et de passer à 16 équipes.

## Historique
La première étape dans la création de la ligue est la compétition nommée VTB United League Promo-Cup organisée à Moscou en décembre 2008. La finale de la Promo-Cup se tient le 22 décembre 2008, et est remportée par le CSKA Moscou, battant le BC Khimki Moscou 70-66. Le BC Kiev termine troisième.
Lors de la saison 2012-2013, le format des phases finales change et se joue en tournoi de 4 tours (4 1/8e de finale, les 1/4 de finale où entrent en jeu les 4 meilleures équipes de la saison régulière et les 4 vainqueurs des 1/8e, demi-finale et finale). Le vainqueur au premier tour est déterminé au meilleur des 3 matches, pour les tours suivants, il est déterminé au meilleur des 5 rencontres. Le CSKA après avoir difficilement battu le BC Khimki Moscou en demi-finale (3-2) conserve son titre face au Lokomotiv Kouban-Krasnodar.
Deux événements concrétisent au début de la saison 2013-2014 l'importance de la VTB United League. D'abord, un accord est conclu le 29 août 2013 entre la Fédération de Russie de basket-ball et la VTB United League, transférant les droits sur le championnat national russe à cette dernière. Autrement dit, le champion russe sera désormais l'équipe russe qui aura été la plus loin au cours de la saison. Ensuite, la FIBA Europe officialise sa reconnaissance de la VTB United League comme une ligue nationale quelconque. Cette reconnaissance, officieuse depuis 2011, nécessite l'aval de toutes les fédérations membres, or il ne manquait que celle de la fédération russe. Elle a été donnée au cours de l'été et a notamment décidé la décision du 29 août 2013. Ainsi, cela justifie la wild-card attribuée à une équipe participant à la VTB United League, non qualifiée par le biais de son championnat national, pour le tournoi préliminaire de l'Euroligue.
Lors de cette même saison 2013-2014, le CSKA est mené 2-0 par le Lokomotiv Kouban-Krasnodar en quart de finale avant de se reprendre et d'enchaîner 9 victoires consécutives pour conserver son titre. Le CSKA Moscou remporte ainsi son douzième titre consécutivement et le premier par le biais de la VTB United League.
Le tirage de deux groupes de 11 clubs pour la saison 2014-2015 est effectué le 20 juillet 2014. Les clubs ukrainiens ne participent pas à la compétition en raison de la situation politique tendue entre l'Ukraine et la Russie et 3 nouveaux clubs lituaniens sont ajoutés à la compétition. Le 25 juillet, les 5 clubs lituaniens engagés dans la compétition (Lietuvos rytas, Neptūnas Klaipėda, Dzūkija, Panevėžio Lietkabelis, Nevėžis) s'en retirent en raison d'une décision de leur ligue nationale, la LKL, qui augmente le nombre de rencontres de saison régulière à 40, rendant impossible la participation aux deux compétitions. Par conséquent la compétition change de format et se déroule avec un seul groupe de 16 équipes dont les 8 meilleures participent à une phase finale avec élimination directe,.
L'ancienne joueuse Ilona Korstine est nommée directrice générale de la VTB League en juillet 2016.

## Apparitions des équipes
| Team                       | 2008-2009 | 2009-2010 | 2010-2011 | 2011-2012 | 2012-2013 | 2013-2014 | 2014-2015 | 2015-2016 | 2016-2017 | 2017-2018 | 2018-2019 |
| -------------------------- | --------- | --------- | --------- | --------- | --------- | --------- | --------- | --------- | --------- | --------- | --------- |
| BC Tsmoki-Minsk            |           |           | Gr.       | Gr.       | Gr.       | Gr.       | Gr.       | Gr.       | Gr.       | Gr.       | Gr.       |
| Kalev/Cramo                |           | Gr.       | Gr.       | Gr.       | Gr.       | Gr.       | Gr.       | Gr.       | Gr.       | Gr.       | 1/4       |
| Bisons Loimaa              |           |           |           |           |           |           | Gr.       | Gr.       |           |           |           |
| Honka Espoo                |           |           | Gr.       |           |           |           |           |           |           |           |           |
| VITA Tbilissi              |           |           |           |           |           |           |           | Gr.       |           |           |           |
| BK Astana                  |           |           |           | Gr.       | 1/8e      | 1/8e      | 1/4       | Gr.       | 1/4       | Gr.       | 1/4       |
| ASK Rīga                   | 7e        |           |           |           |           |           |           |           |           |           |           |
| VEF Rīga                   |           | Gr.       | Gr.       | Gr.       | 1/4       | Gr.       | Gr.       | Gr.       | 1/4       | 1/4       | Gr.       |
| Lietuvos Rytas             |           |           | Gr.       | 3e        | Gr.       | 1/2       |           |           |           |           |           |
| Žalgiris Kaunas            | 5e        | 3e        | Gr.       | 1/8e      | 1/2       |           |           |           |           |           |           |
| Klaipėdos Neptūnas         |           |           |           |           | Gr.       | Gr.       |           |           |           |           |           |
| Asseco Prokom Gdynia       | 8e        |           | Gr.       | Gr.       |           |           |           |           |           |           |           |
| Turów Zgorzelec            |           |           |           |           | Gr.       | Gr.       |           |           |           |           |           |
| Basket Zielona Góra        |           |           |           |           |           |           |           |           |           |           | Gr.       |
| ČEZ Basketball Nymburk     |           |           |           | Gr.       | Gr.       | Gr.       | Gr.       | 1/4       |           |           |           |
| Avtodor Saratov            |           |           |           |           |           |           | 1/4       | 1/4       | Gr.       | 1/4       | Gr.       |
| Khimki Moscou              | 2e        | 4e        | 1er       | 1/4       | 1/2       | 1/4       | 2e        | 1/2       | 2e        | 2e        | 2e        |
| BK Nijni Novgorod          |           |           |           | 1/8e      | 1/4       | 2e        | 1/2       | 1/4       | Gr.       | 1/4       | 1/4       |
| Ienisseï Krasnoïarsk       |           |           |           | Gr.       | Gr.       | 1/8e      | Gr.       | Gr.       | 1/4       | Gr.       | Gr.       |
| Krasnye Krylya Samara      |           |           |           | Gr.       | 1/4       | 1/4       | Gr.       |           |           |           |           |
| Krasny Oktyabr Volgograd   |           |           |           |           |           | 1/8e      | Gr.       | Gr.       |           |           |           |
| Lokomotiv Kouban-Krasnodar |           |           |           | 4e        | 2e        | 1/4       | 1/2       | 1/4       | 1/2       | 1/4       | 1/4       |
| CSKA Moscou                | 1er       | 1er       | 2e        | 1er       | 1er       | 1er       | 1er       | 1er       | 1er       | 1er       | 1er       |
| Dynamo Moscou              | 4e        |           |           |           |           |           |           |           |           |           |           |
| Parma Basket               |           |           |           |           |           |           |           |           | Gr.       | Gr.       | Gr.       |
| Spartak Saint-Pétersbourg  |           |           |           | 1/4       | 1/8e      | 1/8e      |           |           |           |           |           |
| Unics Kazan                |           | 2e        | 3e        | 2e        | 1/4       | 1/2       | 1/4       | 2e        | 1/4       | 4e        | 1/2       |
| Zénith Saint-Pétersbourg   |           |           |           |           | 1/8e      | 1/4       | 1/4       | 1/2       | 1/2       | 3e        | 1/2       |
| Azovmach Marioupol         | 6e        | Gr.       | 4e        | Gr.       | Gr.       | Gr.       |           |           |           |           |           |
| BK Dnipro                  |           |           | Gr.       |           |           |           |           |           |           |           |           |
| BK Donetsk                 |           | Gr.       |           |           | 1/8e      | Gr.       |           |           |           |           |           |
| BK Kiev                    | 3e        |           |           |           |           |           |           |           |           |           |           |
| Boudivelnyk Kiev           |           |           |           | Gr.       |           |           |           |           |           |           |           |

## Titres
|  | VTB United League Promo-Cup |

| Saison    | Hôte du Final Four | Match pour la médaille d'or                          | Match pour la médaille d'or                          | Match pour la médaille d'or                          | Match pour la médaille de bronze                     | Match pour la médaille de bronze                     | Match pour la médaille de bronze                     | MVP des playoffs                                     |                                                      |
| Saison    | Hôte du Final Four | Or                                                   | Score                                                | Argent                                               | Bronze                                               | Score                                                | 4e place                                             | MVP des playoffs                                     |                                                      |
| --------- | ------------------ | ---------------------------------------------------- | ---------------------------------------------------- | ---------------------------------------------------- | ---------------------------------------------------- | ---------------------------------------------------- | ---------------------------------------------------- | ---------------------------------------------------- | ---------------------------------------------------- |
| 2007-2008 | Moscou             | CSKA Moscou                                          | 70-66                                                | Khimki Moscou                                        | BK Kiev                                              | 86-73                                                | Dynamo Moscou                                        | Šiškauskas                                           |                                                      |
| 2009-2010 | Kaunas             | CSKA Moscou                                          | 66-55                                                | UNICS Kazan                                          | Žalgiris Kaunas                                      | 78-72                                                | Khimki Moscou                                        | Holden                                               |                                                      |
| 2010-2011 | Kazan              | Khimki Moscou                                        | 66-64                                                | CSKA Moscou                                          | UNICS Kazan                                          | 95-75                                                | Azovmach Marioupol                                   | Fridzon                                              |                                                      |
| 2011-2012 | Vilnius            | CSKA Moscou                                          | 74-62                                                | UNICS Kazan                                          | Lietuvos Rytas                                       | 91-83                                                | Lokomotiv Kouban-Krasnodar                           | Kirilenko                                            |                                                      |
| 2012-2013 | -                  | CSKA Moscou                                          | 3-1                                                  | Lokomotiv Kouban-Krasnodar                           | -                                                    | -                                                    | -                                                    | Khryapa                                              |                                                      |
| 2013-2014 | -                  | CSKA Moscou                                          | 3-0                                                  | BK Nijni Novgorod                                    | -                                                    | -                                                    | -                                                    | Teodosić                                             |                                                      |
| 2014-2015 | -                  | CSKA Moscou                                          | 3-0                                                  | Khimki Moscou                                        | -                                                    | -                                                    | -                                                    | Vorontsevitch                                        |                                                      |
| 2015-2016 | -                  | CSKA Moscou                                          | 3-1                                                  | UNICS Kazan                                          | -                                                    | -                                                    | -                                                    | Teodosić                                             |                                                      |
| 2016-2017 | -                  | CSKA Moscou                                          | 3-0                                                  | Khimki Moscou                                        | -                                                    | -                                                    | -                                                    | De Colo                                              |                                                      |
| 2017-2018 | Moscou             | CSKA Moscou                                          | 94-84                                                | Khimki Moscou                                        | Zénith Saint-Pétersbourg                             | 93-79                                                | UNICS Kazan                                          | Sergio Rodríguez                                     |                                                      |
| 2018-2019 | -                  | CSKA Moscou                                          | 3-0                                                  | Khimki Moscou                                        | -                                                    | -                                                    | -                                                    | Nikita Kurbanov                                      |                                                      |
| 2019-2020 | -                  | Édition annulée en raison de la pandémie de Covid-19 | Édition annulée en raison de la pandémie de Covid-19 | Édition annulée en raison de la pandémie de Covid-19 | Édition annulée en raison de la pandémie de Covid-19 | Édition annulée en raison de la pandémie de Covid-19 | Édition annulée en raison de la pandémie de Covid-19 | Édition annulée en raison de la pandémie de Covid-19 | Édition annulée en raison de la pandémie de Covid-19 |
| 2020-2021 | -                  | CSKA Moscou                                          | 3-0                                                  | UNICS Kazan                                          | -                                                    | -                                                    | -                                                    | Daniel Hackett                                       |                                                      |
| 2021-2022 | -                  | Zénith Saint-Péterbourg                              | 4-3                                                  | CSKA Moscou                                          | UNICS Kazan                                          | 3-1                                                  | Lokomotiv Kouban-Krasnodar                           | Jordan Mickey                                        |                                                      |
| 2022-2023 | -                  | UNICS Kazan                                          | 4-1                                                  | Lokomotiv Kouban-Krasnodar                           | CSKA Moscou                                          | 4-1                                                  | Zénith Saint-Péterbourg                              | Jordan Mickey                                        |                                                      |
| 2023-2024 | -                  | CSKA Moscou                                          | 4-1                                                  | UNICS Kazan                                          | Zénith Saint-Péterbourg                              | 3-1                                                  | Lokomotiv Kouban-Krasnodar                           | -                                                    |                                                      |
| 2024-2025 | -                  | CSKA Moscou                                          | 4-2                                                  | Zénith Saint-Péterbourg                              | UNICS Kazan                                          | 3-1                                                  | Lokomotiv Kouban-Krasnodar                           | -                                                    |                                                      |

## MVP de la saison régulière
- 2009-2010 :  Viktor Khryapa (CSKA Moscou )
- 2010-2011 :  Ramel Curry (Azovmach Marioupol )
- 2011-2012 :  Andreï Kirilenko (CSKA Moscou )
- 2012-2013 :  E.J. Rowland (VEF Rīga )
- 2013-2014 :  Andrew Goudelock (UNICS Kazan )
- 2014-2015 :  Nando de Colo (CSKA Moscou )
- 2015-2016 :  Nando de Colo (CSKA Moscou )
- 2016-2017 :  Alexeï Chved (BC Khimki Moscou )
- 2017-2018 :  Nando de Colo (CSKA Moscou )
- 2018-2019 :  Alexeï Chved (BC Khimki Moscou )
- 2020-2021 :  Mantas Kalnietis (Lokomotiv Kouban-Krasnodar )
- 2021-2022 :  Mario Hezonja (UNICS Kazan )
- 2022-2023 :  Nikola Milutinov (CSKA Moscou )
- 2023-2024 :  Nenad Dimitrijević (en) (UNICS Kazan )
- 2024-2025 :  Dwayne Bacon (Zénith Saint-Pétersbourg )